# Hans Hagnell
Hans Hagnell, född 15 december 1919 i Oscar Fredriks församling i Göteborg, död 16 juli 2006 i Engelbrekts församling i Stockholm, var en svensk politiker (socialdemokrat) och nationalekonom. Han var riksdagsledamot (andra kammaren) 1956–1973 och landshövding i Gävleborgs län 1971–1986.

## Biografi
Som 16-åring blev Hans Hagnell aktiv i Sveriges socialdemokratiska ungdomsförbund 1935, och under sina studieår var Hagnell även aktiv i Socialdemokratiska studentföreningen tillsammans med sin bror Nils Hagnell. Efter ha blivit politices magister vid Göteborgs högskola anställdes han som ekonom på Industrifacket Metall. Hagnell arbetade där åren 1946–1971 bland annat med strukturundersökningar om metallindustrin och andra ekonomiska utredningar. Efter filosofie licentiatexamen i nationalekonomi vid Göteborgs högskola 1948 blev han ledamot av Kooperativa Förbundets förvaltningsråd. Han var sekreterare i en utredning om de statliga företagsformerna. Han var ledamot av Försvarets förvaltningsdirektion 1954–1968.
I 17 år satt Hagnell i riksdagen för socialdemokraterna där arbetsmarknads- och integrationsfrågor kom att ha stor betydelse. Hagnell förhöll sig kritisk till den generösa arbetskraftspolitiken och ansåg att den borde omprövas. Flera gånger vädjade han till politikerna att ändra sina beslut till förmån för svensk arbetskraft. 1968 krävde Hagnell i riksdagen att man skulle stänga de värvningskontor som öppnats utomlands för att locka hit arbetskraft. Efter att lämnat riksdagen och regeringen Palme utnämnt Hagnell till landshövding i Gävleborgs län där han efterträdde Högerpartiets (nuvarande Moderaterna) tidigare partiledare, Jarl Hjalmarson, fortsatte han att vara aktiv i den politiska debatten. Han engagerade sig bland annat i arbetsmarknadsfrågor och var återkommande gäst i Studio S i Sveriges Television.
Under sina 15 år som landshövding bodde Hagnell med familj på Gävle slott. Han var son till  Axel Hagnell, bror till Nils Hagnell och kusin till Olle Hagnell och Birgitta Hagnell-Lindén. Han var gift med Catharina Thorsell Hagnell (1923–2007), och fick barnen Marie, Harald, Staffan och Andreas. Hans Hagnell och Catharina Thorsell Hagnell är begravda på Sandsborgskyrkogården i Gamla Enskede, Stockholm.